# Daniel Grijalba
Daniel Grijalba Guerrero (27 de septiembre de 2004) es un deportista español que compite en piragüismo en la modalidad de aguas tranquilas. Ganó dos medallas en el Campeonato Europeo de Piragüismo de 2025, oro en C4 500 m mixto y plata en C2 500 m.

## Palmarés internacional
| Campeonato Europeo | Campeonato Europeo       | Campeonato Europeo | Campeonato Europeo |
| Año                | Lugar                    | Medalla            | Competición        |
| ------------------ | ------------------------ | ------------------ | ------------------ |
| 2025               | Račice (República Checa) | Medalla de oro     | C4 500 m mixto     |
| 2025               | Račice (República Checa) | Medalla de plata   | C2 500 m           |